# Thea Vignau-Wilberg

Thea Vignau-Wilberg

Thea Vignau-Wilberg (* 1940 in Alkmaar, Niederlande) ist eine niederländisch-deutsche Kunsthistorikerin mit Schwerpunkten in der niederländischen und flämischen Kunst der Frühen Neuzeit, den graphischen Künsten und den Bezügen von Bildender Kunst und Musik. Ein besonderes Interesse Vignau-Wilbergs gilt der Kunst und Kultur um 1600, in München und vor allem am Hof Kaiser Rudolfs II. Vignau-Wilbergs Interesse gilt auch der Kunst- und Kulturgeschichte der sog. kleinen Natur (Joris Hoefnagel).

## Leben
Thea Vignau-Wilberg studierte Kunstgeschichte, Musikwissenschaft und Archäologie an der Universität Leiden, der Universität Wien und der Ludwig-Maximilians-Universität München. Sie wurde an der Universität Leiden mit einer Studie zur Ikonographie der Frühen Neuzeit promoviert. Vignau-Wilberg lehrte niederländische Kunst- und Kulturgeschichte an der Universität Kiel und der Universität Regensburg. Sie arbeitete am Hessischen Landesmuseum in Darmstadt, an Projekten zur Kunst des frühen 17. Jahrhunderts freiberuflich in Zürich, den Bayerischen Staatsgemäldesammlungen in München und als Kuratorin Niederländischer Zeichnungen und Druckgraphik an der Staatlichen Graphischen Sammlung in München. Forschungsstipendien führten sie unter anderem nach Los Angeles (J. Paul Getty Museum and Center) und Washington D.C. (Center for Advanced Study in the Visual Arts). An der Staatlichen Graphischen Sammlung wurde Vignau-Wilberg im Jahr 2005 pensioniert.

## Kuratorische und kulturhistorische Tätigkeiten
Zu Forschungs- und Ausstellungsprojekten der Kunsthistorikerin Thea Vignau-Wilberg zählen Einzelausstellungen an der Staatlichen Graphischen Sammlung München und Buchprojekte, gefördert unter anderem durch die Fritz Thyssen Stiftung, den Schweizerischen Nationalfonds und das J. Paul Getty Museum. Zu den Ausstellungen gehörte In Europa zu Hause: Niederländer in München um 1600 (Neue Pinakothek München, 2005). Eine weitere Ausstellung war Rembrandt auf Papier – Werk und Wirkung (Alte Pinakothek München, 2001).
Thea Vignau-Wilberg wusste in ihrem kuratorischen Wirken oftmals bildende Kunst und Musik zusammenzuführen. So war über die von ihr verantwortete Ausstellung O musica du edle Kunst – Musik und Tanz im 16. Jahrhundert (Neue Pinakothek München, 1999) zu lesen: „Allegorie, Mythologie, Repräsentation, Motettenbilder, deren Noten man auch auf einer CD hören kann, geben einen herrlich klingenden Eindruck.“ Eine Rezensentin der Ausstellung „Com nu met sang“ – Niederländische Druckgraphik des 16. und 17. Jahrhunderts aus der Sammlung Ton Koopman, Amsterdam, und der Graphischen Sammlung München (Stadtresidenz Landshut, 2012) beschrieb das Zusammenspiel der Künste: „Mit Dr. Thea Vignau-Wilberg hatte sich eine Kunsthistorikerin gefunden, welche mit viel Gespür, Wissen und Leidenschaft Bildende Kunst und Musik aus derselben Epoche zu vereinen wusste. […] Betrachtet man die Bildmotetten, so kann man über Hörplätze den Tönen lauschen. Instrumente, wie sie damals gespielt wurden, runden die Ausstellung ab.“
In den Jahren 2010 bis 2013 erstellte Vignau-Wilberg das Konzept einer visuellen Vertiefung des Weihnachtsoratoriums von Johann Sebastian Bach mittels Kunstwerken aus den Münchener Museen für das Bayerische Fernsehen und betreute die Durchführung (Chor des Bayerischen Rundfunks unter Peter Dijkstra). In den Jahren 2012 bis 2013 erfolgte Vignau-Wilbergs Beratung bei der Bebilderung und Illustration der Matthäus-Passion von Bach, wiederum für das Bayerische Fernsehen.

## Schriften (Auswahl)
- Thea und Peter Vignau-Wilberg: Bauzeichnung und Rekonstruktion. Der Bauforscher Wilhelm Wilberg und die Archäologie um 1900. Schnell & Steiner, Regensburg 2022, ISBN 978-3-7954-3771-8.
- Joris und Jacob Hoefnagel. Kunst und Wissenschaft um 1600. Berlin 2017, ISBN 978-3-7757-4172-9.
- Niederländische Bildmotetten und Motettenbilder – Multimediale Kunst um 1600. Mit CD und Notenheft (CD Chorsolisten des Bayerischen Rundfunkchores), Altenburg 2013, ISBN 978-3-930550-93-7.
- Pieter Holsteijn the Younger, Alderhande kruypende en vliegende gedierten / Diverse crawling and flying animals. München 2013.
- Com nu met sang. Niederländische Druckgraphik des 16. und 17. Jahrhunderts aus der Sammlung Ton Koopman, Amsterdam, und der Staatlichen Graphischen Sammlung München, Landshut 2012.
- Paul Frankenburger, Paul Ben-Haim: Joram – eine Chronik, München 2009.
- Das Moller Florilegium. Hans Simon Holtzbeckers Blumenalbum für den Bürgermeister Barthold Moller, ed. Dietrich Roth. München 2007.
- mit Felix Billeter et al.: Spätklassizismus und Romantik. Vollständiger Katalog, Bayerische Staatsgemäldesammlungen, Neue Pinakothek. München 2003.
- In Europa zu Hause: Niederländer in München um 1600 / Citizens of Europe: Dutch and Flemish Artists in Munich c. 1600, Katalog zur Ausstellung der Staatlichen Graphischen Sammlung München, München, Neue Pinakothek, 12. Oktober 2005 – 8. Januar 2006, Hirmer, München 2005, ISBN 3-7774-2825-6.
- Rembrandt auf Papier – Werk und Wirkung / Rembrandt and his Followers. Drawings from Munich, Katalog zur Ausstellung, Alte Pinakothek München, 2001, und Museum Het Rembradthuis, Amsterdam, 2002, München 2001.
- O musica du edle Kunst – Musik und Tanz im 16. Jahrhundert / Music for a While – Music and Dance in 16th-Century Prints, Katalog zur Ausstellung, Alte Pinakothek München, München 1999.
- P. P. Rubens, Das Reiterbildnis des Herzogs von Lerma. Staatliche Graphische Sammlung. München 1999.
- Archetypa Studiaque Patris Georgii Hoefnagelii 1592. Natur, Dichtung und Wissenschaft in der Kunst um 1600 / Nature, Poetry and Science in Art around 1600. München 1994.
- Das Land am Meer. Holländische Landschaft im 17. Jahrhundert. München 1993.
- mit Lee Hendrix: Mira Calligraphiae Monumenta. A Sixteenth Century Calligraphic Manuscript Inscribed by Georg ocskay and Illuminated by Joris Hoefnagel. Malibu 1992, 2. Auflage Berlin 2020.
- mit Christoph Heilmann und John Sillevis: Die Haager Schule in München. Ausstellungskatalog Bayerische Staatsgemäldesammlungen München, 1989.
- mit Christoph Heilmann und Peter Vignau-Wilberg: Deutsche Romantiker. Bildthemen der Zeit von 1800 bis 1850. Ausstellungskatalog Kunsthalle der Hypokulturstiftung, München 1985.
- Christoph Murer und die „XL Emblemata miscella nova“. Bern 1982.
- Die emblematischen Elemente im Werke Joris Hoefnagels. 2 Bände, Leiden 1969.

## Ausstellungen
Alte Pinakothek und Neue Pinakothek, München:
- In Europa zuhause: Niederländer in München um 1600, Ausstellung der Staatlichen Graphischen Sammlung München, Neue Pinakothek, 12. Oktober 2005 bis 8. Januar 2006.
- Rembrandt auf Papier – Werk und Wirkung, Ausstellung, Alte Pinakothek, München, 2001/2002.
- O Musica du edle Kunst – Musik und Tanz im 16. Jahrhundert / Music for a While – Music und Dance in 16th Century Prints, Ausstellung, Neue Pinakothek, München, 1999.
- Durch die Blume. Natursymbolik im 16. Jahrhundert, Ausstellung, Alte Pinakothek, München, und Hessisches Landesmuseum, Darmstadt, 1998.
- Das Land am Meer. Holländische Landschaft im 17. Jahrhundert, Ausstellung, Alte Pinakothek, München, und Rheinisches Landesmuseum, Bonn, 1993.

Museum Het Rembrandthuis, Amsterdam:
- Rembrandt and his Followers. Drawings from Munich, Exhibition, Museum Het Rembrandthuis, Amsterdam, 2002.

Stadtresidenz, Landshut:
- „Com nu met sang“ – Niederländische Druckgraphik des 16. und 17. Jahrhunderts aus der Sammlung Ton Koopman, Amsterdam, und der Graphischen Sammlung München, Stadtresidenz Landshut, 2012.

Städtische Galerie im Lenbachhaus, München:
- Das goldene Jahrhundert / The Golden Century: Dutch Master Drawings from the Fitzwilliam Museum, Cambridge, Ausstellung, München, Städtische Galerie im Lenbachhaus, The Fitzwilliam Museum, Cambridge, Kurpfälzisches Museum, Heidelberg und Herzog Anton Ulrich-Museum, Braunschweig, 1995.

## Auszeichnungen
- Buchelius-Preis des Niederländischen Kunsthistorikerverbandes (1969)
- Ritter des Königlich-Niederländischen Ordens von Oranien-Nassau (1998)